# クローバー型
クローバー型（クローバーがた）とは、4方向からの道路を連結するためのジャンクションやインターチェンジの形状の一つである。形状が四つ葉のクローバーに見立てられることから名づけられた。

## 概要
この形のジャンクションやインターチェンジは、1方面2つの分岐点と2つの合流点からなる。左側通行の場合、1つ目の分岐点は運転手から見て90度程度左に曲がり別の道路に接続するようになっており、2つ目の分岐点は運転手から見て90度程度右に曲がり、別の道路に接続するようになっている。1つ目の合流点は運転手から見て右手前の道路から接続するようになっており、2つ目の合流点は運転手から見て左奥の道路から接続するようになっている（8つの接続道路のうち、4つの接続道路が急カーブになっている）。
日本では、佐賀県鳥栖市にある鳥栖ジャンクション（九州自動車道・長崎自動車道・大分自動車道）、宮崎県宮崎市にある清武ジャンクション（宮崎自動車道・東九州自動車道）に典型例がある。ただし清武ジャンクションは、前述の4つの接続道路うち1つが渡り線になっており、ループランプが一つ欠けた形をしている（後述の部分クローバー型も参照）。

## 問題点
クローバー型は、2つめの分岐点より早く1つめの合流点が到来する。そのため、本道の交通量が一時的に増大する。また、本道に合流する車両と本道から分岐しようとする車両が交差するように行き交うことになる。そのため、安全上の問題や交通渋滞を招くことがある。（例：ジャカルタ・スマンギ立体交差）
また、2つめの分岐点を2回連続して通行すればUターンできるため、有料道路では管理上の問題が発生する場合もある。（例：九州自動車道・鳥栖ジャンクション、東九州自動車道・清武ジャンクション）
- 九州自動車道鳥栖IC/JCTでは、福岡方面から長崎方面の流れと、鳥栖出口に向かう流れが交差し、慢性的な渋滞が発生していてサガンクロス橋の建設を余儀なくされた。
  - また、用地の制約でランプの曲線を大きくとれず、制限速度がサガンクロス橋のみ80 km/hで、他は40 km/hに制限されている。(一般的に本線の設計速度が100 km/hであったら、ランプの設計速度は80 km/hが望ましいとされている。)

部分クローバー型B2

部分クローバー型A4

一方、クローバー型と同様の機能を持つタービン型は、分岐した後に合流が行われるため、これらの問題は発生しない。

## 部分クローバー型
クローバー型の欠点を補う形で改良された部分クローバー型（Partial cloverleaf interchange、Parclo）がある。部分クローバー型にはA2、B2、A4などいくつかの形がある。